# Amédée Conseil
Pour les articles homonymes, voir Conseil.
Amédée Conseil est un homme politique français né le 26 avril 1802 à Brest et mort le 12 octobre 1881 dans la même ville.

## Biographie
Amédée Conseil est le fils d'un chirurgien de marine mort en mer de la fièvre jaune. Capitaine au long cours puis commerçant, il devient par la suite adjoint au maire de Brest et conseiller général du canton d'Ouessant puis, président du Conseil général. Il est député du Finistère de 1852 à 1869, siégeant au sein de la majorité dynastique. Aux élections législatives de 1869, il est battu par Émile de Kératry.
Une rue du quartier Saint-Martin de Brest portait son nom.

## Sources
- « Amédée Conseil », dans Adolphe Robert et Gaston Cougny, Dictionnaire des parlementaires français, Edgar Bourloton, 1889-1891 [détail de l’édition]